# Tigre og tatoveringer
|  | Denne artikel er oprettet af botten PalnaBot ud fra en ekstern database. Den kan derfor have sproglige fejl eller mangler. Denne skabelon kan fjernes efter kontrol af indholdet. |

Tigre og tatoveringer er en børnefilm fra 2010 instrueret af Karla von Bengtson efter manuskript af Karla von Bengtson.

## Handling
Den lille forældreløse pige Maj bor hos sin onkel Sonny, der er tatovør. Selvom de har det utroligt godt sammen, er de begge enige om, at Maj hellere bør bo hos en rigtig familie, med en sød mor, en klog far og en skæg storebror - ligesom de familier der altid er i fjernsynet. En dag kommer Maj til at tatovere en barsk fyr fra den lokale motorcykelklub med alfer, nisser og prinsesser på hele hans ryg. Af frygt for mandens vrede må Maj og Sonny flygte ud af byen, og på deres vej gennem den magiske skov møder Maj nogle skægge alfer, nisser og lygtemænd. På rejsen møder de også en meget usædvanlig cirkusfamilie, der bor sammen med en stor tiger. Og Maj overvejer, om hun overhovedet behøver en rigtig familie, når hun har sin rare onkel Sonny.